# Lucas Ahijado
Lucas Ahijado Quintana (Oviedo, 30 de enero de 1995) es un futbolista español que juega en el Real Oviedo como interior derecho.

## Trayectoria deportiva
Nacido en Oviedo, se incorporó en 2009 al equipo infantil del Real Oviedo para luego ir pasando sucesivamente por el cadete, juvenil y finalmente el Vetusta, el equipo senior filial del equipo carbayón de la Tercera División con el que hizo su debut en la temporada 2013-14 aun con edad de juvenil. Esa misma temporada debuta con el primer equipo que por entonces milita en la tercera categoría del fútbol español, la Segunda B. Lo hace el 13 de abril de 2014 cuando entra en sustitución de Susaeta en el partido de liga que les enfrentaba al Celta B y que terminó con victoria ovetense por 5-1. El 15 de febrero de 2016 renueva su contrato con el club azul hasta 2018.
Su debut en el fútbol profesional lo hizo el 6 de septiembre de 2017 cuando entró en sustitución de Yaw Yeboah en el partido de Copa contra el CD Numancia siendo Juan Antonio Anquela el técnico que lo hizo debutar. En junio de 2019 promociona con otros seis compañeros del Vetusta a la plantilla profesional del primer equipo.
El 13 de abril de 2023, el Real Oviedo hace oficial la renovación de Lucas Ahijado hasta 2025, con una ampliación posible hasta 2026, tras hacerse dueño de la banda derecha del Carlos Tartiere en las tres temporadas anteriores.

## Clubes y estadísticas

### Clubes
Actualizado a 24 de junio de 2024
| Club                       | Div.          | Temporada     | Liga  | Liga  | Copas nacionales | Copas nacionales | Total | Total |
| Club                       | Div.          | Temporada     | Part. | Goles | Part.            | Goles            | Part. | Goles |
| -------------------------- | ------------- | ------------- | ----- | ----- | ---------------- | ---------------- | ----- | ----- |
| Real Oviedo España         | 2.ªB          | 2013-14       | 2     | 0     | —                | —                | 2     | 0     |
| Real Oviedo España         | 2.ªB          | 2014-15       | 1     | 0     | 1                | 0                | 2     | 0     |
| Real Oviedo Vetusta España | 3.ª           | 2015-16       | 24    | 8     | —                | —                | 24    | 8     |
| Real Oviedo Vetusta España | 3.ª           | 2016-17       | 6     | 2     | —                | —                | 6     | 2     |
| Real Oviedo Vetusta España | 3.ª           | 2017-18       | 37    | 1     | —                | —                | 37    | 1     |
| Real Oviedo Vetusta España | 2.ªB          | 2018-19       | 36    | 2     | —                | —                | 36    | 2     |
| Real Oviedo Vetusta España | Total club    | Total club    | 103   | 13    | 0                | 0                | 103   | 13    |
| Real Oviedo España         | 2.ª           | 2017-18       | —     | —     | 1                | 0                | 1     | 0     |
| Real Oviedo España         | 2.ª           | 2019-20       | 11    | 0     | 1                | 0                | 12    | 0     |
| Real Oviedo España         | 2.ª           | 2020-21       | 26    | 1     | 2                | 0                | 28    | 1     |
| Real Oviedo España         | 2.ª           | 2021-22       | 30    | 1     | 1                | 0                | 31    | 1     |
| Real Oviedo España         | 2.ª           | 2022-23       | 40    | 0     | 3                | 0                | 43    | 0     |
| Real Oviedo España         | 2.ª           | 2023-24       | 16    | 0     | 1                | 0                | 1     | 0     |
| Real Oviedo España         | Total club    | Total club    | 126   | 2     | 10               | 0                | 136   | 2     |
| Total carrera              | Total carrera | Total carrera | 229   | 15    | 10               | 0                | 239   | 15    |